# Harriet Walter
Dame Harriet Mary Walter, DBE (n. 24 septembrie 1950) este o actriță britanică.

## Date biografice
Ea este nepoata actorului Christopher Lee, Harriet a urmat școala la "Cranbourne Chase School". Ulterior a promovat dramaturgia la "Academy of Music and Dramatic Art" din Londra. Ca actriță joacă împreună cu Royal Shakespeare Company. La revelionul din 2010, regina Elisabeta a II-a a fost distinsă cu titlul de "Dame Commander of the British Empire". În toamna anului 2007 face parte din juriul care desemna cei mai buni oratori de la colegiul Eton College. Partenerul ei de viață a fost actorul Peter Blythe, care a decedat în 2004.

## Televiziune

### Documentare
- George Eliot: A Scandalous Life (2002) (TV) – Mary Ann Evans/George Eliot
- London (2004) (TV) (BBC) – Virginia Woolf

### Drame
- Rebecca (1979) – Clarice
- Play for Today: The Imitation Game (1980) – Cathy Raine
- Amy (1984) – Amy Johnson
- The Price (1985) – Frances Carr
- Gaudy Night (1987) – Harriet Vane
- Have His Carcase (1987) – Harriet Vane
- Strong Poison (1987) – Harriet Vane
- La Nuit miraculeuse (1989)
- Ashenden (1991) – Giulia Lazzari
- The Men's Room (1991,  – Charity Walton
- Bye Bye Columbus (1991) – Queen Isabella
- The Hour of the Pig(1993) – Jeannine Martin
- Inspector Morse – The Day of the Devil (1993) – Dr. Esther Martin
- The Maitlands (1993) – Mrs. Dorothy Maitland
- Hard Times (1994) – Rachel
- A Dance to the Music of Time: segment two (1997, - Mildred Blaides
- Norman Ormal: A Very Political Turtle (1998) – Felicity Ormal
- Unfinished Business (1998) – Amy
- The Magical Legend of the Leprechauns (1999) – Queen Morag
- Dalziel and Pascoe Time to Go (1999) – Mary Waddell
- Black Cab – Busy Body (2000) – Jane
- Waking the Dead  – A Simple Sacrifice (2001) – Annie Keel
- My Uncle Silas II (2003) – Pamela Farrell
- Spooks – aka MI-5 (USA) – Who Guards the Guards? (2004) – Deep Throat
- Messiah: The Harrowing (2005) – Prof Robb
- New Tricks – episod #2.3 (2005) – Madeline
- Midsomer Murders  – Orchis Fatalis (2005) – Margaret Winstanley
- Ballet Shoes (2007) – Dr Smith
- Cat Among the Pigeons (2008) – Honoria Bulstrode
- Little Dorrit (2008) – Mrs. Gowan
- The Palace (2008) – Joanna Woodward
- Law and Order: UK (2009) DI Natalie Chandler
- A Short Stay in Switzerland (2009) – Clare

## Filme
- Reflections (1984) – Ottilie Garinger
- The Good Father (1985) – Emmy Hooper
- Turtle Diary (1985) – Harriet Sims (bookstore clerk)
- Milou en mai (1990) – Lily
- They Never Slept (1990) – Amelia Cleverly
- A Man You Don't Meet Every Day (1994) – Charlotte
- Sense and Sensibility (1995) – Fanny Dashwood
- The Leading Man (1996) – Liz Flett
- Keep the Aspidistra Flying (1997) – Julia Comstock
- Bedrooms and Hallways (1998) – Sybil
- The Governess (1998) – Mrs. Cavendish
- Onegin (1999) – Mme. Larina
- Villa des Roses (2002) – Olive
- Bright Young Things (2003) – Lady Maitland
- Chromophobia (2005) – Penelope Aylesbury
- Babel (2006) – Lilly
- Atonement (2007) – Emily Tallis
- Cheri (2009) – La Loupiote
- The Young Victoria (2009) – Queen Adelaide
- Morris: A Life with Bells On (2009) – Professor Compton Chamberlayne

## Legături externe
- Harriet Walter la Internet Movie Database